# Ruth Peetoom

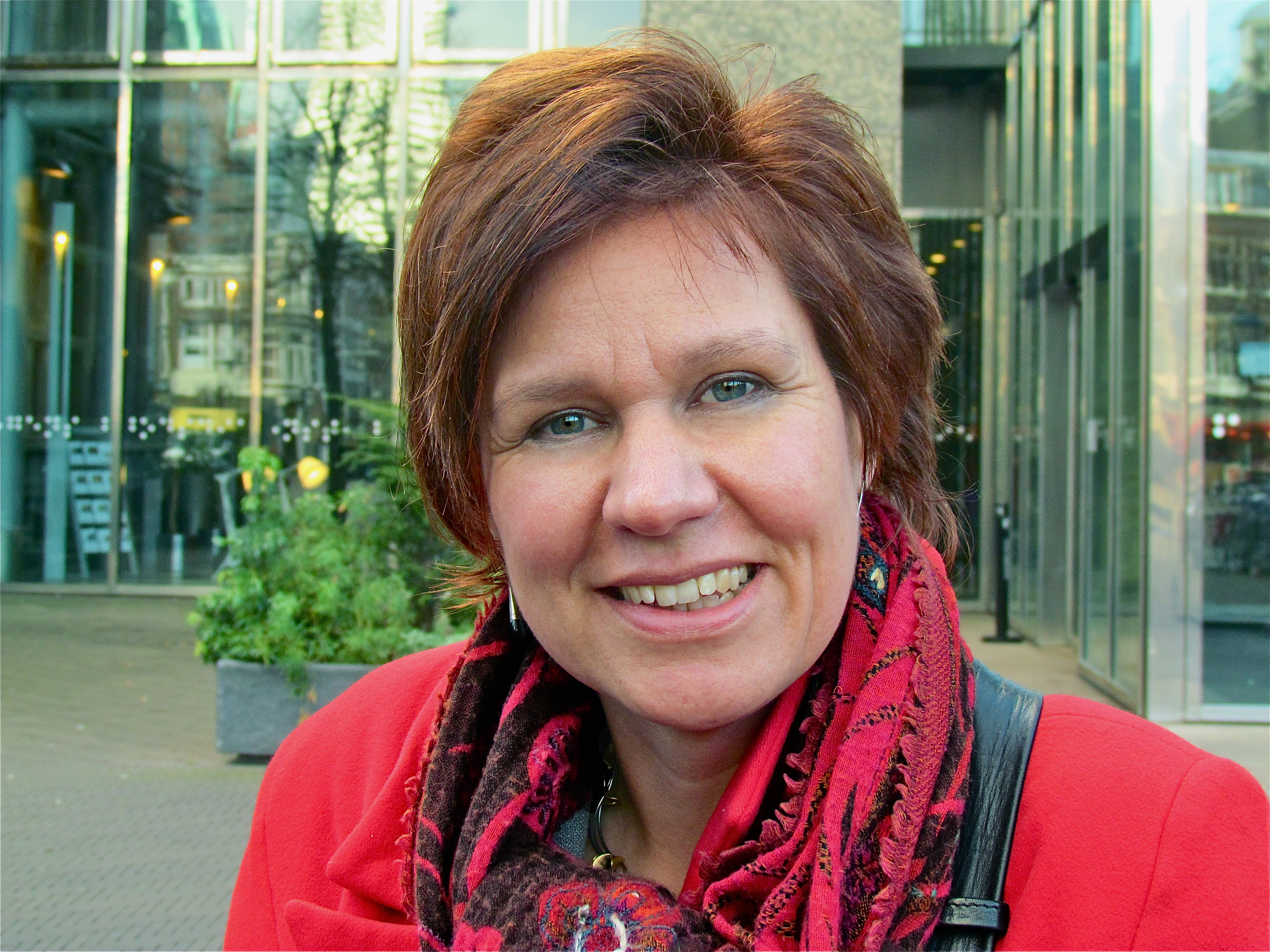
Ruth Peetoom

Ruth Peetoom (* 25. Juli 1967 in Breda) ist eine niederländische evangelische Pastorin und Politikerin des Christen-Democratisch Appèl (CDA).

## Leben
Ruth Peetoom studierte evangelische Theologie und Ethik an der Vrije Universiteit Amsterdam. Sie ist als Pastorin in der Protestantischen Kirche in den Niederlanden in Utrecht tätig. Seit 2011 ist Peetoom als Nachfolgerin von Liesbeth Spies Parteivorsitzende des Christen-Democratisch Appèl. Peetoom ist mit dem CDA-Politiker René Paas verheiratet und lebt in Utrecht.